# Tikhménevo (Sakhalín)
|  | Per a altres significats, vegeu «Tikhménevo». |

Tikhménevo (en rus: Тихменево) és un poble de l'óblast de Sakhalín, a l'Extrem Orient de Rússia, que el 2013 tenia 447 habitants. Pertany al districte de Poronaisk. Fins al 1946 la vila es deia Naikava.